# Pripjat (rijeka)
Pripjat (ukr. Прип'ять, bje. Прыпяць, rus. Припять, polj. Prypeć, lit. Pripetė) je rijeka u južnoj Bjelorusiji i sjevernoj Ukrajini, najveći pritok Dnjepra, dug 775 km. Površina sliva iznosi 121.000 km². 
Rijeka prolazi neposredno pored nuklearne elektrane Černobila i napuštenoga grada Pripjata i polunapuštenoga Černobila.

## Vanjske poveznice
|  | Zajednički poslužitelj ima još gradiva o temi Pripjat (rijeka) |